# Chris Carrabba
Chris Carrabba (nasceu em 10 de Abril de 1975) é cantor e guitarrista da banda Dashboard Confessional.

## Biografia
Christopher Ender Carrabba nasceu em 10 de Abril de 1975, é o líder da Dashboard Confessional, sendo compositor, cantor e guitarrista. Ele nasceu em West Hartford, Connecticut. Os pais dele se divorciaram quando tinha 3 anos e daí então, Chris ficou de Connecticut à Flórida com sua mãe. Logo se mudou de vez para Boca Raton, Flórida, aos 16 anos.
Como um adolescente, sua paixão era skate e punk rock, mas sempre teve afeição por música. Cantou até no coro da escola. Ganhou sua primeira guitarra de seu tio, demonstrou pouco interesse, pois preferia andar de skate. Mas depois dedicou à guitarra grande parte do seu tempo, aprendendo a tocar sozinho aos 15 anos. Chris levou a música mais a sério, e depois de se formar no colégio, se juntou a sua primeira banda, Vacant Andys.
Chris foi para a faculdade atrás de obter uma licenciatura em educação, tocando com o Vacant Andys ao mesmo tempo. Durante vários anos, ele ensinou numa escola primária no sul da Flórida e tocou com esse novo grupo, o Further Seems Forever.
Carrabba criou um projeto paralelo a FSF, o que viria a ser a Dashboard Confessional. Ele estava passando por um momento difícil em sua vida, então ao invés de escrevê-la num blog, decidiu que viraria música. Ele conta que foi uma forma de aliviar sua dor, assim como ainda é hoje. Também diz que nunca pensou que alguém ouviria, até que apareceu uma oportunidade de gravação.
O nome Dashboard Confessional vem da música The Sharp Hint of New Tears, da frase “A caminho de casa, o carro ouve as minhas confissões". Isso levou Carraba a frase “Dashboard Confessional”.
A Dashboard Confessional nasceu quando Chris gravou o EP Drowning com a Fiddler Records. Chris decidiu sair da Further Seems Forever e deixar sua carreira no ensino para se dedicar inteiramente a Dashboard. Carrabba provou o sucesso. The Swiss Army Romance é uma gravação que veio em seguida, em que Chris canta apenas com acompanhamento acústico.
As músicas da Dashboard músicas são cheias de tristeza, angústia, arrependimento e sinceridade. A voz de Carrabba alterna entre um sussurro e um grito, e ele está sempre cheio de emoção. Nos shows, o público é cativado e todo mundo canta junto tão alto quanto podem. O significado de cada música é subjetivo e cada pessoa na plateia tem a sua própria interpretação.
Carrabba fala que os fãs estão lá, no mesmo canto, mas as músicas significam algo particular para cada um deles, que é só deles e de mais ninguém. Ele também diz que para ele é difícil sentar lá no palco e reviver os sentimentos constantemente, mas também é gratificante ver as pessoas cantando. Esses sentimentos acabam por se tornar mais leves para o Chris, pois começam a parecer que são universais.

## Carreira
Chris Carrabba iniciou sua carreira com o Vacant Andys. Em 1998, enquanto tocava com o Vacant Andys, Carrabba susbtituiu o guitarrista da banda New Found Glory, Chad Gilbert, enquanto estava em turnê com a outra banda. Em 2001, Chris se juntou à banda Further Seems Forever para o seu álbum de estreia, The Moon is Down, antes de seguir com a Dashboard Confessional, a banda criada por ele com 10 anos de carreira. Em 24 de agosto de 2010, Chris anunciou o retorno à banda Further Seems Forever.

## Influências
Tom Petty, Springsteen, Neil Young, and Pearl Jam.

## Discografia
Com Dashboard Confessional

### Álbuns
- 2000 - The Swiss Army Romance
- 2001 - The Places You Have Come to Fear the Most
- 2002 - MTV Unplugged 2.0
- 2003 - A Mark, a Mission, a Brand, a Scar
- 2006 - Dusk and Summer
- 2007 - The Wire Tapes Vol. 1
- 2007 - The Shade of Poison Trees

### Singles
- 2002 - Screaming Infidelities - The Places You Have Come to Fear the Most
- 2002 - Saints And Sailors - The Places You Have Come to Fear the Most
- 2003 - Hands Down - A Mark, a Mission, a Brand, a Scar
- 2004 - Rapid Hope Loss - A Mark, a Mission, a Brand, a Scar
- 2004 - Vindicated - Dusk and Summer e Soundtrack Spider-Man 2
- 2006 - Don't Wait - Dusk and Summer
- 2006 - Rooftops And Invitations - Dusk and Summer
- 2007 - Stolen - Dusk and Summer
- 2007 - Stolen feat Juli - Dusk and Summer
- 2007 - Tick as Thieves - The Shade of Poison Trees
- 2007 - These Bones - The Shade of Poison Trees

### EPs
- 2001 - The Drowning EP
- 2001 - So Impossible EP
- 2002 - Summer's Kiss
- 2006 - AOL Sessions EP